# بريت أندرسن
بريت أندرسن (بالإنجليزية: Brit Andresen)‏ هي مهندسة معمارية أسترالية من النرويج، وهي أول امرأة تحصل على الميدالية الذهبية لرايا، والتي تم منحها في عام 2002 لمساهمتها المستمرة في الهندسة المعمارية من خلال التدريس والمنح الدراسية.

## حياتها
ولدت أندرسون في النرويج وكانت كثيرة الانتقال إلى أستراليا حيث كان يعيش والدها وهو مهندس يعمل في مشاريع الطاقة الكهرومائية بين عامي 1951 و 1963. درست الهندسة المعمارية في تروندهايم في النرويج، وتخرجت في عام 1969. وفي عام 1971 انتقلت إلى كامبريدج، حيث بدأت تدريس الهندسة المعمارية بدوام جزئي في جامعة كامبردج وأقامت ممارستها الخاصة بها هناك.
في عام 1972، فازت أندرسن بالتعاون مع غاسون مينير للهندسة المعمارية بمسابقة تصميم متحف بوريل في غلاسكو. وبسبب نقص التمويل لم يكتمل المشروع وتأخر لعدة سنوات. كان الفريق الأصلي مكون من اندرسون، ومينير وجاسون ولكنهم تفرقوا بعد ذلك. وتم الانتهاء من المبنى من قبل «باري جاسون للهندسة المعمارية» وافتتحت في عام 1983.
في عام 1977، عادت أندريسن إلى أستراليا لتولي منصبًا تدريسيًا مؤقتًا في جامعة كوينزلاند، لتصبح أول امرأة يتم تعيينها في قسم الهندسة المعمارية. وهناك التقت بزميل التدريس بيتر أوغرمان، الذي تزوجت منه في عام 1980 وهي تعمل حالياً لمهندسي اندرسون أو جورمان. أسفرت ممارساتها وتعاونها في كامبريدج وبريزبن عن العديد من الأعمال المبنية، التي تم نشرها وعرضها في أستراليا وعالميًا، بما في ذلك أطلس فايتون في العمارة العالمية المعاصرة.
بالإضافة إلى جامعة كامبريدج وكوينزلاند، شغلت أندرسن مناصب تدريسية في جمعية الهندسة المعمارية في لندن، ومدرسة الهندسة المعمارية والتخطيط الحضري في جامعة كاليفورنيا في لوس أنجلوس، ومدرسةالهندسة المعمارية بجامعة برستل، ومحاضرة في جامعة مالطا.
عرضت أندرسن منحتها الدراسية للتحليل النقدي والتاريخ المعماري على نطاق واسع في عروض المؤتمرات والمجلات والكتب، بما في ذلك أعمالها المعروفة دوليًا حول استراتيجيات الموقع التي استخدمها ألفار آلتو.
تقاعدت أندرسون في نوفمبر 2010 بعد 33 عامًا من المساهمة في الجامعة وعينت أستاذة فخرية في كلية الهندسة المعمارية. وهي أيضًا معلّمة في برنامج «غلين موركوت» في سيدني.
ومؤخرا، في شباط / فبراير 2011، فازت أندرسن بالتعاون مع السير بيتر كوك وجافن روبوثام بمسابقة التصميم لمدرسة سهيل عابديان في العمارة الجديدة في جامعة بوند في كوينزلاند.

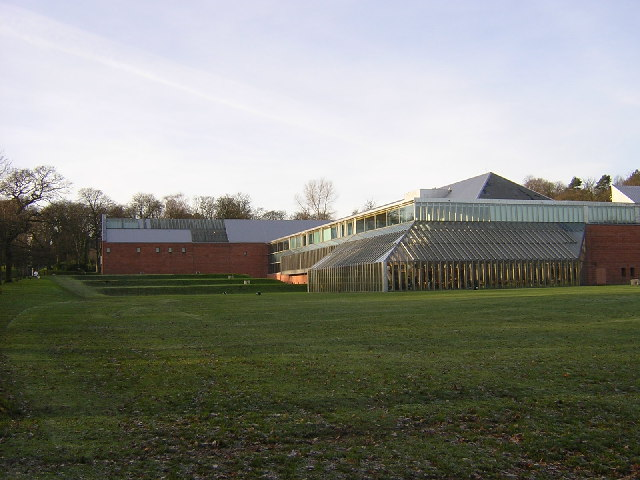
مجموعة بوريل ، بولوك بارك ، غلاسكو. 92250
geograph.org.uk

## مشاريع بارزة
- 1972: متحف بوريل (اسكتلندا)
- 1994: اوشن فيو فارمهاوس (كوينزلاند)
- 1998: منزل مولومبا (كوينزلاند)
- 1998: روزبيري هاوس (كوينزلاند)
- 2001: فيرنبيرغ بافيليون (كوينزلاند)
- 2001: منازل خليج مورتون (كوينزلاند)

## جوائز
- 1970: منحة بحثية في هولندا والنرويج.
- 1990: جائزة التميز في التدريس، جامعة كوينزلاند
- 2002: زميلة المعهد الملكي الأسترالي للمهندسين المعماريين
- 2002: الميدالية الذهبية RAIA

## وصلات خارجية
- Architecture and Urban Innovations Collective
- University of Queensland UQ eSpace